# Wendy Bucklew
Wendy Bucklew es una cantante de folk estadounidense, muy conocida del público folk de Atlanta, desde sus comienzos en 1988. 
En los últimos años se desplazó a California. Su último disco,After You logró su comercialización tras un largo conflicto con su discográfica , que no se solucionó hasta que un fan que se hizo multimillonario con una empresa de internet, que había escuchado la música de Bucklew durante un difícil período de su vida compró su contrato y todos sus productos y se los devolvió para que pudiera seguir haciendo música sin ninguna condición salvo que siguiera componiendo de forma libre. 

## Discografía
- Rage in the Ring (1990)
- Painting Sidewalks (1994)
- Asleep in the Swing (1996)
- After You (2002)